# Vũ Trọng Kim
Võ Văn Kim (tên thường gọi Vũ Trọng Kim, sinh ngày 23 tháng 3 năm 1953) là một chính trị gia người Việt Nam. Ông hiện là đại biểu Quốc hội Việt Nam khóa XV nhiệm kì 2021-2026, thuộc đoàn đại biểu quốc hội tỉnh Nam Định, Ủy viên Đoàn Chủ tịch Ủy ban Trung ương Mặt trận Tổ quốc Việt Nam, Chủ tịch Trung ương Hội Cựu Thanh niên xung phong Việt Nam, Ủy viên Ủy ban Tư pháp của Quốc hội. Ông trúng cử đại biểu Quốc hội năm 2021 ở đơn vị bầu cử số 3, tỉnh Nam Định gồm có các huyện: Xuân Trường, Giao Thủy, Trực Ninh. Ông từng là Ủy viên Trung ương Đảng các khóa VIII, IX, X, XI; Bí thư thứ nhất Trung ương Đoàn Thanh niên Cộng sản Hồ Chí Minh các khóa VI, VII; Bí thư Tỉnh ủy Quảng Trị, Phó Chủ tịch kiêm Tổng thư ký Ủy ban Trung ương Mặt trận Tổ quốc Việt Nam, đại biểu Quốc hội Việt Nam khóa X tỉnh Gia Lai, XI tỉnh Quảng Trị, XIII tỉnh Quảng Ngãi, XIV tỉnh Hải Dương.

## Xuất thân
Võ Văn Kim sinh ngày 23 tháng 3 năm 1953 quê quán ở xã Bình Giang, huyện Thăng Bình, tỉnh Quảng Nam. Ông ấy tập kết ra Bắc 1954.
Ông hiện cư trú ở số 334, phố Thụy Khuê, phường Bưởi, quận Tây Hồ, thành phố Hà Nội.

## Giáo dục
- Giáo dục phổ thông: 12/12
- Cử nhân Luật, Cao cấp Thanh vận
- Cử nhân lí luận chính trị

## Sự nghiệp
Ông gia nhập Đảng Cộng sản Việt Nam vào ngày 7/5/1972.
Ông từng là đại biểu hội đồng nhân dân tỉnh Kon Tum nhiệm kỳ 1991-1996.
Năm 1996, ông được bầu làm Bí thư thứ nhất Ban Chấp hành Trung ương Đoàn Thanh niên Cộng sản Hồ Chí Minh khóa VI. Năm 2001, ông chuyển công tác về làm Bí thư Tỉnh ủy Quảng Trị, sau đó là Phó Trưởng ban Thường trực Ban Dân vận Trung ương. Chức vụ cao cấp cuối cùng trước khi rời nhiệm sở của ông là Ủy viên Trung ương Đảng, Phó Chủ tịch kiêm Tổng thư ký Ủy ban Trung ương Mặt trận Tổ quốc Việt Nam.
Ông từng là đại biểu Quốc hội Việt Nam khóa X tỉnh Gia Lai, XI tỉnh Quảng Trị, XIII tỉnh Quảng Ngãi, XIV tỉnh Hải Dương.
Khi ứng cử đại biểu Quốc hội Việt Nam khóa XIV vào tháng 5 năm 2016 ông đang là Ủy viên Đoàn Chủ tịch
Ủy ban Trung ương Mặt trận Tổ quốc Việt Nam, Chủ tịch Hội hữu nghị Việt Nam - Lào, Ủy viên Đoàn Chủ tịch
Hội Cựu Thanh niên xung phong Việt Nam, làm việc ở Ủy ban Trung ương Mặt trận Tổ quốc Việt Nam.
Ông đã trúng cử đại biểu quốc hội năm 2016 ở đơn vị bầu cử số 3, tỉnh Hải Dương gồm có các huyện: Gia Lộc, Tứ Kỳ, Cẩm Giàng, được 216.893 phiếu, đạt tỷ lệ 69,55% số phiếu hợp lệ. Ông là Ủy viên Ủy ban Tư pháp của Quốc hội khóa XIV.
Ông hiện là Ủy viên Đoàn Chủ tịch Ủy ban Trung ương Mặt trận Tổ quốc Việt Nam, Chủ tịch Trung ương Hội Cựu Thanh niên xung phong Việt Nam,
Ông đang làm việc ở Ủy ban Trung ương Mặt trận Tổ quốc Việt Nam.